# 神奈川新聞
神奈川新聞（かながわしんぶん、英語： Kanagawa Shimbun、もしくはTHE KANAGAWA）は、神奈川県の地方新聞。神奈川新聞社が編集・発行する新聞である。
日本ABC協会の新聞発行社レポートによると、発行部数は約13万6千部（2022年9月時点）。県内の新聞シェアの7-8%を占め、読売新聞・朝日新聞・日経新聞の全国紙3紙に次ぐ県内4位の購読者数を持つ。

## 概要
1890年（明治23年）2月1日創刊。朝刊のみ発行。定価は1部売り140円、月極め3,500円、神奈川県外は5,120円。全国ニュースや経済ニュース、国際ニュースは共同通信社の配信を受けたものを掲載。また、地方新聞として、地域ニュースの掲載にも重点を置いている。とりわけ、スポーツ欄は「かながわスポーツ」と題し、プロ野球・横浜DeNAベイスターズやサッカー・Jリーグ、高校野球の地区予選などを中心にスポーツ新聞並みの紙面構成を行っている。
日曜日掲載の日曜版「木もれ日」では直木賞作家角田光代、芥川賞作家藤沢周をはじめとした各ジャンルの有名作家がリレー連載を務める。
神奈川県内でのシェアは、読売新聞、朝日新聞、日本経済新聞に次いで第4位。三浦半島地域の横須賀市や三浦市、県西部の平塚市や秦野市、郡部では県平均を上回っているが、県庁所在地の横浜市で7%程度、東京に隣接する川崎市や相模原市では、2%～4%程度とかなり読者が少ない。
神奈川県内の朝日新聞、読売新聞、毎日新聞の新聞販売店が取り扱っており、契約時に配達する販売店を選択できる。埼玉新聞や千葉日報とは異なり、販売店の扱う割り当てを公表しているため、スーパーマーケットなどのチラシが折り込まれる。東京都内では、町田市内の一部地域で宅配購読が可能なほか、JR・小田急町田駅の駅売店、株式会社全販（東京都千代田区）の1F受付カウンターでも即売している。

### 社是
言論の自由を守り 真実・公正な報道を貫き
地域社会とともに 明るい未来の創造を目指す

### 企業理念
- 新聞を核にした情報の拠点として発展を目指します
- 進取・創造の気概をもって豊かな21世紀づくりに寄与します
- 県民・読者のパートナーとして温もりあるコミュニティーを創ります[5]

## 沿革
- 1890年（明治23年）
  - 2月1日 - 横浜貿易新聞創刊[6]
  - 5月1日 - 本社を横浜市南仲通4-61へ移転
- 1900年（明治33年）
  - 1月1日 - 横浜貿易新聞創刊3000号を達成
- 1904年（明治37年）
  - 6月19日 - 横浜新報と合併し、横浜新報に改題して本社を中区本町6-86へ移転
  - 7月1日 - 貿易新報に改題
- 1906年（明治39年）
  - 12月3日 - 横浜貿易新報に改題[7]
- 1907年（明治40年） 
  - 1ページ7段組から8段組へ、3色刷り輪転機、貿易式新活字導入、紙面建て6ページから8ページへ増紙
- 1922年（大正11年）
  - 12月 - 社屋を鉄筋4F建てに改築
- 1923年（大正12年）
  - 9月1日 - 関東大震災により4F建横浜貿易新報本社倒壊
- 1927年（昭和2年） 
  - 新社屋横浜貿易新報ビル(3F建て敷地面積220㎡)が本町6丁目に完成
- 1938年（昭和13年）
  - 5月 - 本社を中区本町5-49本町ビルに移転
- 1939年（昭和14年）
  - 6月7日 - 本社をダンスホール「オリエンタル」（中区住吉町1-2）跡地へ移転（マリノ二式輪転機2台、延べ床面積826.5㎡木造モルタル2F建て社屋）
- 1940年（昭和15年）
  - 12月13日 - 横浜新報（横浜経済日報が改題）と横浜毎日新聞が合併し神奈川県新聞に改題
- 1942年（昭和17年）
  - 2月1日 - 神奈川日日新聞と合併し、神奈川新聞に改題
- 1945年（昭和20年）
  - 5月29日 - 横浜大空襲で本社（中区住吉町1-2）焼失、10月末まで「持分合同」で朝日新聞が代替発行、6月5日頃までは号外発行
  - 11月1日 - 疎開工場(南区宮元町)を復旧して自力復刊(2ページペラ即売)
  - 11月7日 - 投稿欄「自由の声」スタート
- 1946年（昭和21年）
  - 1月15日 - 朝日新聞社と資本提携（2009年6月まで）
  - 12月 - 本社を横浜市中区尾上町6-81の朝日ビル賃貸、隣接地（330.6㎡）に毎時10万部の電光式高速輪転機1台設置の神奈川新聞工場完成（木造2F建て、本社・工場一体化3支局10通信部）。資本金4.5万から30万（朝日新聞20万・神奈川新聞10万）に増資
- 1947年（昭和22年）
  - 8月11日 - 1面コラム「照明灯」スタート
- 1948年（昭和23年） 
  - 週1回紙面建て4ページ、1ページ16段組から17段組、全県1版制を2版制にし、資本金30万から180万へ増資
- 1951年（昭和26年）
  - 1ページ17段組から15段組へ、2月より紙面建て月14回4ページ、9月より隔日4ページへ増紙
  - 中学校・高等学校新聞コンクール
- 1952年（昭和27年）
  - 朝日・毎日・読売3社専売店オール取引、紙面建て4ページへ増紙（日曜日付6ページ）。北相版、横須賀湘南版、川崎横浜市内版の3地区版制スタート
  - 11月3日 - 第1回神奈川文化賞・スポーツ賞贈呈式
- 1956年（昭和31年）
  - 12月11日 - 失火で工場焼失、休刊せずに朝日新聞・東タイ印刷で印刷
- 1957年（昭和32年）
  - 1月2日 - 自社印刷復刊、紙面建て6ページへ増紙
  - 8月15日 - 本社・工場を旧十五銀行横浜支店に改修・移転（鉄筋4F建て延べ床面積3,000㎡）。5地区版スタート
- 1959年（昭和34年）
  - 4月 - 紙面建て8ページへ増紙
  - 12月 - ラジオ関東（のちのラジオ日本）経営参加、神奈川新聞ニュース提供（2003年9月まで）
- 1962年（昭和37年） 
  - 「日刊新聞発祥の地」記念碑建立（中区北仲通の横浜生糸検査所構内）
- 1964年（昭和39年） 
  - 社屋裏（弁天通り側）に新印刷工場完成
- 1967年（昭和42年）
  - 8月 - 輪転機2台増設して4台連結、紙面建て10ページへ増紙
- 1968年（昭和43年）
  - 3月 - 紙面建て12ページへ増紙
- 1970年（昭和45年)
  - 1月5日 - 創刊10,000号を達成
  - 7月 - 紙面建て14ページへ増紙
  - 識者随筆「週言」スタート
- 1971年（昭和46年) 
  - 6月5日 - 新館完成（3F〜5Fを増築）、全国新聞界の先端を切って第1次CTSスタート
- 1972年（昭和47年) 
  - 4月1日 - TVK開局、数人出向
- 1976年（昭和51年)  
  - やまゆり杯・小田急旗急奪神奈川県家庭婦人バレーボール大会
- 1984年（昭和59年） 
  - 神奈川工業技術開発大賞
- 1985年（昭和60年）
  - オフセット印刷工場(別館)完成
  - かながわ音楽コンクール
- 1986年（昭和61年）
  - 7月 - カラー印刷開始、神奈川新聞題字変更
  - 8月 - 第1回神奈川新聞花火大会@山下公園前海上（1995年第10回からみなとみらい前海上に、2016年第31回をもって休止）
- 1988年（昭和63年） 
  - 神奈川書家三十人展
- 1989年（平成元年）
  - 11月 - かなしんオフセット(綾瀬センター)設立、第2次CTSへ（地方紙では関東地方最大規模、敷地面積6,400㎡、地上5F、一部地下1F、延べ床面積10,000㎡ 1F〜3F輪転機群）
  - 12月 - 新オフセット輪転機ゴス社製メトロライナ(32ページ4個面カラー印刷可能)
- 1990年（平成2年） 
  - 紙面の割り付け（レイアウト）を全てデジタル化したコンピューターシステム「かもめシステム」を導入。拡大文字「K字」1ページ15段組1段13字詰めから12字詰め行数73行
- 1991年（平成3年）
  - 電光ニュース(屋外文字放送)県内13箇所設置
  - よこはま国際ちびっこ駅伝
- 1993年（平成5年）
  - 2月 - 輪転機増設(毎時15万部 40ページ8個面カラー印刷可能・大型専用機モノクロ機11台、多色カラー機6台、中型汎用機モノクロ機11台、多色カラー機3台所有)
- 1995年（平成7年）
  - 10月 - 「緊急事態発生時における新聞発行援助に関する協定」を静岡新聞社と締結
- 1996年（平成8年）
  - 3月20日 - 本社を横浜花咲ビル（西区）に移転（敷地面積2,400㎡、地上12F地下1F、延べ床面積18,500㎡。2F〜6F神奈川新聞社）
- 1997年（平成9年）
  - 5月1日 - 新紙面、国際面 第3社会面 連載ふたり面新設、紙面建て24ページへ増紙
  - 6月 - 綾瀬センター非常用自家発電機完成
- 1998年（平成10年）
  - 1月14日 - 創刊20,000号を達成
- 1999年（平成11年）
  - 8月13日 - 横浜市営地下鉄 ニュース配信
  - 8月20日 - 簡易組版システム(ELS)稼働
- 2000年（平成12年）
  - 1月1日 - 1面題字を縦組みから横組みに変更(青字)、運動面に「かながわスポーツ面」1面大型インデックス新設
  - 8月22日 - 神奈川新聞横須賀ビル完成、横須賀総局から横須賀支社へ格上げ(地上5F延べ床面積1549㎡)相模東総局を県央総局、相模西総局を県西総局へ名称変更
  - 9月 - 綾瀬センター新聞業界初の品質ISO9001認証(2011年に返上し環境ISOに組み入れて活動)
  - テレビ神奈川（TVK）に資本参加
- 2002年（平成14年）
  - 11月29日 - 綾瀬センター環境ISO14001認証(2016年に返上)
- 2003年（平成15年）
  - 4月1日 - 相模原支局から相模原総局へ格上げ
- 2004年（平成16年）
  - 3月15日 - 本社を旧本社跡地(中区)の横浜メディア・ビジネスセンターに移転(敷地面積2,250㎡地上68㍍地上13F地下2F延べ床面積18,000㎡ 9F〜12F神奈川新聞社)
  - 3月16日 - 新紙面、自伝「わが人生」新設 読者センター開設
  - 3月24日 - 新オフセット輪転機ゴス社製ニュースライナ(F4セット32ページ16個面カラー印刷可能・5台連結オフセット輪転機3セット40ページ8個面カラー印刷可能、12ページ2個面カラー印刷可能な半裁輪転機3セット、商業用多色オフセット輪転機、5色刷り枚葉機など所有)
  - 4月1日 - 新紙面「週刊子ども新聞」新設 毎週月曜日神奈川新聞本紙内
  - 拡大文字「L字」(横幅拡大)導入1ページ15段組1段12字詰めから11字詰め行数73行
- 2005年（平成17年）
  - 2月 - コミュニティサイト「カナロコ」スタート、新聞社のサイトでは初のウェブログ導入
  - 10月28日 -「横須賀に原子力空母ー日米政府 キティ後継 最終調整ー」のスクープ。神奈川新聞から共同通信、ロイター、世界へ打電
  - かなしん自費出版大賞
  - 組織再編。広告局、出版局、企画開発局を統合し営業局発足
  - 第11回平和・協同ジャーナリスト基金(PCJF) 賞「米軍再編を追う〜安保の現場から」沖縄タイムス共同企画
- 2006年（平成18年）
  - 1月1日 - 1面題字を55年ぶりに刷新し、中川憲造（グラフィックデザイナー）の作に変更[注 1][8]
  - 1月23日 - 第10回新聞労連ジャーナリスト大賞特別賞「安保の現場からー米軍再編を問う」沖縄タイムス共同企画
  - 4月2日 - 新紙面 日曜版「K-PERSON」「かながわ定食紀行」隔週日曜神奈川新聞本紙内
  - 6月 - 綾瀬センター、ダイレクト製版機CTP稼働(CTPシステムに移行)
  - 10月24日 - 新オフセット輪転機ゴス社製ニュースライナ90(F5セット毎時18万部 24ページ16個面カラー印刷可能・輪転機4ページ幅1626㍉5セット「F1」〜「F5」半裁813㍉2セット「CF」「DF」保有)
- 2007年（平成19年）
  - 4月1日 - 新紙面、地域面に「情報バザール」新設
  - 11月 - 横浜メディア・ビジネスセンター見学者10,000人突破
- 2008年（平成20年）
  - 4月1日 - 拡大文字「かな文字」(縦幅拡大)1ページ15段組から12段組1段11字詰めから12字詰め行数73行(スポーツ面15段組11字詰めL字維持)
  - 10月 - 「緊急時の新聞印刷・輸送支援に関する覚書」株式会社毎日新聞首都圏センターと締結
- 2009年（平成21年) 
  - 3月1日 - 「新聞配達見守り制度」かながわ住まい・まちづくり協会と締結
  - 10月1日 - 「カナロコ」リニューアル(カナココ・iバザール新設)
  - 12月7日 - 「日刊新聞発祥の地」記念碑除幕式 中区本町6丁目(再建)
- 2010年（平成22年）
  - 2月1日 - 神奈川新聞創業120周年記念出版「4万号の遺伝子 神奈川新聞120年上・下」記念グラフ「かながわの記憶 報道写真でたどる戦後史」
  - 4月1日 - 神奈川県立保土ヶ谷公園硬式野球場の命名権を取得。「保土ヶ谷・神奈川新聞スタジアム」とする（2015年3月31日まで）
  - 4月6日 - 新紙面、経済誌「BAYSIDE PRESS」毎週第１第３火曜日創刊@神奈川新聞本紙内
  - 4月22日 - Yahoo!Japanと連携、災害情報(国内震度5弱以上の地震・津波)をカナロコでも速報
  - 9月2日 - 第30回広告賞「横濱開港新聞」(横浜開港150周年を挟んだ2006年6月2日創刊プレ号〜2010年3月までの全12号の別刷り)
  - 12月4日 - 第16回平和・協同ジャーナリスト基金(PCJF)賞「安保改定50年〜米軍基地の現場から」沖縄タイムス・長崎新聞共同企画
- 2011年（平成23年）
  - 1月1日 - 新紙面、「ニュースなるほど」面新設
  - 1月27日 - 第15回新聞労連ジャーナリスト大賞優秀賞「安保改定50年〜米軍基地の現場から」沖縄タイムス・長崎新聞共同企画
  - 7月24日 - 新紙面 防災面・「減災新聞」新設 毎週日曜神奈川新聞本紙内
- 2012年（平成24年）
  - 2月18日 - 創刊25,000号を達成
  - 6月1日 - 組織再編、コミュニケーション局発足
  - 9月11日 - 新聞製作システム更新(ユニバーサルデザイン“UD”の視点に基づいた書体)
- 2013年（平成25年） 
  - 3月1日 - 組織再編、総合メディア局新設
  - 6月1日 - 「緊急事態発生時における新聞発行援助に関する協定」を山梨日日新聞社と締結
  - 9月1日 - 新紙面「論説・特報面」新設 地区面再編(横浜・川崎・横須賀または湘南・相模原県央・県西)
- 2014年（平成26年）
  - 1月30日 - 横浜メディア・ビジネスセンター見学者20,000人突破
  - 3月4日 - 商況面拡充(ジャスダック・オープン投信)
  - 4月1日 - 「カナロコ」リニューアル(スマートフォン対応)
  - 4月1日 - 紙面刷新拡充見開き2P「週刊子ども新聞」@毎週月曜日神奈川新聞本紙内
  - 9月1日 - かながわFMネットワーク（幹事社：横浜エフエム放送株式会社、県下15局のコミュニティFM）と防災協定締結
- 2015年（平成27年）
  - 1月16日 -「お客様サービス室」新設
  - 2月27日 - 神奈川新聞グループ再編。神奈川新聞総合サービスがかなしん広告を合併
  - 6月1日 - 神奈川新聞電子版(紙面ビューア)スタート(カナロコの有料化)
  - 11月17日 -「災害時に取材拠点を神奈川新聞社側に提供する協定」を学校法人岩崎学園、富士ソフトと締結
- 2016年（平成28年）
  - 3月22日 - LINEニュース配信に参加
  - 4月1日 - 総局再編。県西総局を湘南総局に統合し、平塚市に湘南・西湘総局を設置。県央総局と相模原総局を統合し、相模原・県央総局に変更。「週刊子ども新聞」を「教育 家庭 子ども NIE」に再編
  - 4月1日 - ジョイントベンチャー(JV)の1社として横浜港大さん橋国際船ターミナルの指定管理者になる
  - 7月19日 - 日本ジャーナリスト会議(JCJ)賞「時代の正体」シリーズ
- 2017年（平成29年）
  - 2月1日 - 新紙面 みなと面・「横浜みなと新聞」新設。毎週月曜神奈川新聞本紙内
  - 3月1日 - 「カナロコ」リニューアル
  - 4月1日 - 横浜みなと支局開設
  - 4月1日 - 組織再編。地域連携局、デジタルビジネス局発足
  - 4月1日 - 新紙面「イマカナ」スタート、平日は地域密着、週末は特集・読み物(日曜から土曜まで毎日掲載)今の神奈川を発信がコンセプト
- 2018年（平成30年）
  - 2月8日 - 横浜メディアビジネス総合研究所(略称YMBL)を神奈川新聞、テレビ神奈川(tvk)、tvkコミュニケーションズ3社で創設。横浜市の共創(産官学連携)推進事業などと連携し、社会的課題解決と新たな事業開発がコンセプト。
  - 3月1日 - 電子新聞相互乗り入れ、沖縄タイムスと連携
  - 5月1日 - 組織再編、統合編集局内に編成部新設
  - 8月12日 - 「イマカナ」サイトオープン
  - 9月28日 - 第37回ファイザー医学記事賞優秀賞 特報面の長期シリーズ「時代の正体」津久井やまゆり園事件・横浜市立北網島特別支援学校再編問題
  - 10月 - 「緊急時の新聞印刷・輸送支援に関する覚書」を東日印刷株式会社と締結
  - 11月 - ジョイントベンチャー(JV)の1社としてヨコハマSDGsデザインセンター事業に参画
- 2019年（平成31年/令和元年）
  - 組織再編。販売局と地域連携局を統合し、読者コミュニケーション局発足
  - 2月4日 - 新オフセット輪転機を導入。三菱重工機械システム社製ダイヤモンドスピリット(毎時16万部 F6セット32ページ16個面カラー印刷、F7セット16ページ8個面カラー印刷可能、連結で最大48ページ24個面カラー印刷可能、専用CTP2台設置)
  - 3月1日 - 「カナロコ」リニューアル(有料記事が手頃な価格で読み放題になるコース新設)
  - 4月 - Yahoo!ニュース、LINEニュースとの共同企画スタート。ウェブ独自記事配信
  - 4月1日 - ジョイントベンチャー(JV)の1社としてみどりアートパーク(横浜市緑区民センター)の指定管理者になる
  - 10月 - 「カナロコ」ページビュー月間1,060万を記録
  - 12月10日 - 紙面編集のコンピューターシステム一新により、拡大文字「新かな文字」(横幅・上段と下段の間拡大、1ページ12段組1段12字詰め行数73行から71行)
- 2020年（令和2年）
  - 1月22日 - 第24回新聞労連ジャーナリズム大賞特別賞受賞“#me too #you too”
  - 2月1日 - 神奈川新聞創業130周年
  - 2月11日 - 横浜港に着岸した、新型コロナウイルス集団感染が発生したクルーズ船「ダイヤモンド・プリンセス」へ、神奈川新聞1日1,000部を、横浜港振興協会などとともに乗客の下船まで無料配布実施。(2月21日乗客下船/3月1日全員下船)
  - 3月3日 - 新紙面 「新型コロナウイルス情報面」新設
  - 3月29日 - 第7回「ジュニア防災検定・防災検定」防災教育推進協会特別賞受賞「減災新聞」@神奈川新聞日曜版本紙内
  - 4月4日〜6月28日 - 神奈川新聞創業130周年、企画展「ペンを止めるな!神奈川新聞130年の歩み」@ニュースパーク(日本新聞博物館、横浜市中区)で開催
    - 新型コロナウイルス感染拡大防止のため、2021年10月〜12月に延期を発表

  - 4月27日 - 「日刊新聞発祥の地」記念碑(高さ1.2m幅2.2m御影石製)を横浜市新市庁舎敷地内(中区本町6丁目)再設置 (横浜市新市庁舎建設のため神奈川新聞社が2015年10月一時撤去し保管していた記念碑)
- 2021年（令和3年）
  - 1月1日 - 新紙面 「新型コロナウイルス情報面」を「第3社会面」、「地域総合」を「かながわワイド」へ。LINE活用の読者と双方向の新企画「追う！マイ・カナガワ」新設。日曜版で「鎌倉殿を歩く」「かながわ昭和歌謡波止場」新連載
  - 1月13日 - 第25回新聞労連ジャーナリリズム大賞特別賞受賞「時代の正体・差別のないまちへ」
  - 5月20日 - 読者との対話を深めていく会員組織「かなとも」スタート。神奈川を、ともに楽しむ・良くする・知るコミュニティがコンセプト
  - 9月16日 - Google「ニュースショーケース」に参画。全国の新聞社・通信社計40社以上の主要ニュースをアプリやサイト上で一覧できる新サービス。
  - 10月2日〜12月26日 - 神奈川新聞創業130周年、企画展「ペンを止めるな!神奈川新聞130年の歩み」@ニュースパーク(日本新聞博物館、横浜市中区)で開催(2020年4月4日～6月28日開催予定分)
  - 10月15日 - 「地域社会・地方創生などの取り組みを推進する包括連携協定」をよい仕事おこしフェア実行委員会(事務局・城南信用金庫、東京都品川区)と締結。金融機関とメディア双方の強みを生かし、地域産業の振興や地域課題の解決がコンセプト
  - 11月1日 -「News Video」に沖縄タイムス・神戸新聞とともに参画。2021年1月に朝日新聞・毎日新聞・産経デジタルが立ち上げた「News Video」は、各新聞社が独自に取材、編集したニュース動画が横断的にひとつのサイトで楽しめるのが特徴。
- 2022年（令和4年）
  - 1月15日 -「かなとも通信」毎月第3土曜日折り込み。かなとも会員と一緒につくる会報紙がコンセプト。
  - 2月15日 -「神奈川新聞文芸コンクール」をリニューアルし「神奈川文芸賞」創設。「U-25部門」新設、居住地不問で幅広い世代に物語を創造する楽しさを知ってもらい、文芸創作の裾野を広げるがコンセプト。
  - 3月22日 - FM横浜「ちょうどいいラジオ」(毎週月曜日～木曜日6:00～9:00)と神奈川新聞オンデマンド調査報道「追う!マイ・カナガワ」(マイカナ)との月1回の連携企画スタート。「読者とリスナーが抱いている神奈川の謎を一緒に追い掛けたい」がコンセプト。
  - 4月1日 - 組織再編、統合編集局内の各総支局記者を本社報道局所属とし、各総局長ポストの廃止。経営戦略本部に「エリアマネージャー」・読者コミュニケーション局内に法人営業部新設。ニュースサイト「カナロコ」の法人会員増を目指す。
  - 6月3日 -「神奈川新聞デジタル友の会」発足。神奈川県下PCデポ16店舗サポート、横濱Key Station施設利用特典。
  - 6月25日 -組織再編、役員5人体制から役員3人体制へ
  - 11月1日 -組織再編、読者コミュニケーション局内の開発管理部を廃止し、「マーケティング部」新設。全社的なマーケティングを担い新聞読者増とニュースサイト有料会員増を目指す。取締役の秋山理砂が統合編集局長を兼任[9]、1890年の創刊以来初の女性編集局長となる[10]。

- 2023年（令和5年）
  - 1月17日 - かながわFMネットワークに金沢シーサイドFMが加入し、防災協定締結。加入済のコミュニティFMは県下18局になる。
  - 4月1日 - 組織再編。デジタルビジネス局を廃して、デジタルビジネス部をクロスメディア営業局内に移管。「カナロコ」の個人会員管理・営業を、読者コミュニケーション局法人営業部に移し、デジタル販売部に改称。読者コミュニケーション局を販売部、デジタル販売部、マーケティング部の3部体制とし、クロスメディア営業局を営業管理部(新設)、コンテンツプロデュース部、出版メディア部、広告部、デジタルビジネス部(移管)の6部体制とする。
  - 5月12日 - 県中小企業家同友会(横浜市中区)と相互に支援・協力する包括連携協定を締結。
  - 6月23日 - 組織再編、社外取締役を創設。

## 番組表
全ての番組表と番組解説記事の一部は東京ニュース通信社から配信を受けている。1980年代前半頃まで、放送局名のカットは午後5時台と6時台の中間に掲載されていたが、現在は冒頭（最上段）にある。

### 最終面
- NHK総合テレビ 1
- NHK Eテレ 2
- tvk 3（全国紙・地方紙を通して唯一のフルサイズ掲載。また唯一局のロゴが載っている）
- 日本テレビ 4
- テレビ朝日 5
- TBSテレビ 6
- テレ東 7
- フジテレビ 8
- NHK BS BS1
- BSP4K

### 中面
BSデジタル
- BS日テレ BS4
- BS朝日 BS5
- BS-TBS BS6
- BSテレ東 BS7
- BSフジ BS8
- WOWOWプライム BS9(191)
- WOWOWライブ BS9(192)
- WOWOWシネマ BS9(193)
- スター・チャンネル1 BS10
- BSイレブン BS11
- トゥエルビ BS12
- BSスカパー! BS241
- 放送大学BSキャンパスex BS231

地上波テレビ
- TOKYO MX 9

AMラジオ
- NHK第1
- NHK第2
- ラジオ日本（フルサイズ掲載）
- TBSラジオ
- 文化放送
- ニッポン放送
- AFN

FMラジオ
- NHK-FM（横浜局）
- FMヨコハマ（フルサイズ掲載）
- TOKYO FM
- J-WAVE
- BAYFM
- interfm[12]

短波ラジオ
- ラジオNIKKEI

## 四コマ漫画
- カンちゃん - 2023年（令和5年）7月31日付を以て作者の都合により掲載終了。
  - 翌8月1日以降は、四コマ漫画自体の掲載がない（同年8月21日現在）。

## 組織

### 本社
神奈川県横浜市中区太田町2丁目23 横浜メディア・ビジネスセンター内

### 支社・総局・支局
2017年1月現在
支社
- 東京（東京都中央区）
- 大阪（大阪市北区）
- 横須賀（横須賀市）

総局
- 川崎（川崎市川崎区）
- 湘南・西湘（平塚市）
- 相模原・県央（相模原市中央区）

支局
- 川崎（川崎市川崎区）
- 横浜みなと（横浜市中区）
- 三浦（三浦市）
- 鎌倉（鎌倉市）
- 藤沢（藤沢市）
- 平塚（平塚市）
- 小田原（小田原市）
- 相模原（相模原市中央区）
- 大和（大和市）
- 厚木（厚木市）
- 秦野（秦野市）

### 関連会社
- 株式会社かなしんオフセット
- 株式会社神奈川新聞総合サービス
- 一般社団法人神奈川政経懇話会
- 公益財団法人神奈川新聞厚生文化事業団

## ニュース配信
カナロコ
2005年2月1日、「神奈川新聞WEB」をブログを取り入れたコミュニティサイト「カナロコ」にリニューアルした。
テレビ神奈川（tvk）
1972年の開局以来配信している。TVKスポットニュースとTVKニュース&天気予報では｢協力 神奈川新聞｣と表示している。
FMヨコハマ
｢FMヨコハマエリアニュース｣が神奈川新聞配信ニュースである。通常の「FMヨコハマニュース」は共同通信社配信である。

### 過去
アール・エフ・ラジオ日本
1958年の開局から2003年9月まで「京浜ニュース」が神奈川新聞配信ニュースであった。現在はラジオ日本ニュース。

## イベント
- 神奈川新聞花火大会 - 1986年より毎年8月に横浜港で花火大会を開催していたが、2016年をもって休止[14]。
- みなとみらいスマートフェスティバル - 地元企業などと共に2018年夏季より開催（花火もあり）。
- かながわ音楽コンクール
- 神奈川文化賞・スポーツ賞 - 県と共催。

## ギャラリー
神奈川新聞花火大会 (2008年8月1日)
- 花火大会の観客
- 花火大会の観客
- 花火大会
- 花火大会
- 花火大会

## 批判
- 第26回参議院議員通常選挙を目前とした2022年5月25日、神奈川新聞社のニュースサイト「カナロコ」は「性行為伴うAV禁止する法制定を別途検討 立憲民主党が方針『テレビの殺人シーンで実際に殺さない』」という見出しのニュースを配信したためネット上が騒然となり、西村智奈美幹事長（当時）が「立憲民主党が党方針として『性行為伴うAV禁止の法制定』の検討を決定した事実はありません」と声明を発表するなど火消しに追われた。東京スポーツの取材に立民関係者は「まったく党の方針ではないし、困惑しています。議事録を読みましたが、どこをどうしたら『ＡＶ禁止法を作る』ということになるのか」と述べた[15]。

- 2023年4月8日の紙面で、一般社団法人Colaboに対し、妨害者による根拠なき疑惑追及が行われているとした上で、自由民主党所属の川崎市議会議員浅野文直が、これに便乗して、妨害者を扇動するかのような根拠に乏しい持論を自身のYouTubeチャンネルで配信しているとの記事を掲載した。浅野は、記事の内容は一方的な誹謗中傷に当たるとし、自身が現職として立候補していた川崎市議会議員選挙の投票日を翌9日に控えていたこともあり、反論の余地が無いタイミングで記事を掲載されたとして、自身に対する落選運動が行われたと非難した[16]。
- 2025年6月22日、参政党は東京・永田町の国会内で記者会見を実施したが、神奈川新聞の石橋学記者は出席を拒否された。石橋氏は、新聞労連第146回定期大会に登壇し「これは極右と闘う報道の始まりだ。共に闘っていこう」と発言した。同大会では参政党に抗議する特別決議が採択された[17]。 参政党によれば、記者会見への出席を拒んだ理由は、石橋氏が選挙期間中に「しばき隊」と呼ばれる団体と行動を共にし、党の街頭演説で妨害行為に関与したことが確認されたためだとしている[18]。神奈川新聞はこれを「知る権利の侵害」と非難するが、参政党側は「会見内容は公式YouTubeでノーカット配信しており、特定記者を排除する意図はない」と反論している[18]。  記事では、石橋氏の発言や神奈川新聞の報道姿勢に関連して、参政党を「外国人を排斥する『日本人ファースト』を掲げる極右政党」と断定的に表現しており、極めて強い偏向が指摘されている[19]。このような表現は、記者個人の政治的立場を前面に出したものであり、報道の公正性や中立性に疑問を投げかけるものであるとされる。石橋氏は新聞労連大会で、参政党の対応を「気に入らない記者を排除する行為」や「権力の手先」と批判している[19]。参政党は、取材を名目とした妨害行為や報道倫理違反への是正を求めているが、神奈川新聞を含む左派紙はこの立場に同調して報道したとされる[19]。